# 佐治吉左衛門
佐治 吉左衛門（さじ きちざえもん、生年不明 - 1910年〈明治43年〉8月5日）は、明治時代の政治家。醸造家。山形県山形市長。

## 経歴
醤油醸造および味噌製造業を営む。山形運輸専務取締役、山形商業会議所常議員、同副会頭を歴任。1901年（明治34年）前市長の雄倉茂次郎が衆議院議員総選挙に出馬するため辞任したのち、市会の推挙により山形市長に就任した。しかし、1902年（明治35年）10月の広居助役の不祥事による退任、後任の菱田義民の市政への介入などが重なり早期に退任した。市長在任中は、商業学校の設立に向け尽力したが、日露戦争直前という時局もあり任期中の開校の目途は立たなかった。